# Giorgio Cornaro
Giorgio Cornaro (ur. 1 sierpnia 1658 w Wenecji, zm. 10 sierpnia 1722 w Padwie) – włoski kardynał.

## Życiorys
Urodził się 1 sierpnia 1658 roku w Wenecji, jako syn Federica Cornaro i Cornelii Contarini (jego bratem Giovanni Cornaro). Studiował na Uniwersytecie Pawijskim, gdzie uzyskał doktorat utroque iure. W wieku czterech lat został zapisany do zakonu Maltańskiego, a w przyszłości został protonotariuszem apostolskim i referendarzem Trybunału Obojga Sygnatur. 7 kwietnia 1692 roku przyjął święcenia diakonatu, a następnego dnia – prezbiteratu. 5 maja został tytularnym arcybiskupem Rodos, a sześć dni później przyjął sakrę. Jednocześnie został asystentem Tronu Papieskiego i nuncjuszem w Portugalii. 22 lipca 1697 roku został kreowany kardynałem prezbiterem i otrzymał kościół tytularny Santi XII Apostoli. 26 sierpnia został wybrany arcybiskupem ad personam Padwy. Zmarł tamże 10 sierpnia 1722 roku.